# Cantó de Broons
El cantó de Broons (bretó Kanton Bronn) és una divisió administrativa francesa situat al departament de Costes del Nord a la regió de Bretanya.

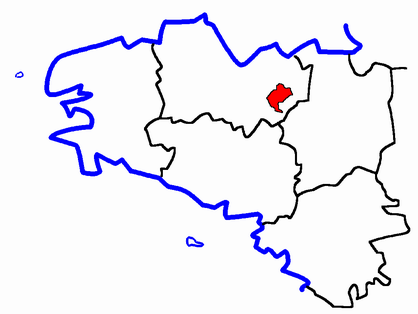
Situació del cantó

## Composició
El cantó aplega 9 comunes :
| Nom bretó | Nom francès     | Nom gal·ló |
| Bronn     | Broons          | Bron       |
| Erieg     | Éréac           | Ériac      |
| Lanrelaz  | Lanrelas        | ----       |
| Megrid    | Mégrit          | ---        |
| Rioleg    | Rouillac        | ---        |
| Sevinieg  | Sévignac        | ---        |
| Trediarn  | Trédias         | Trédiarn   |
| Treveur   | Trémeur         | ---        |
| Ivinieg   | Yvignac-la-Tour | ---        |

## Història
| Data d'elecció                           | Identitat       | Partit | Qualitat |
| ---------------------------------------- | --------------- | ------ | -------- |
| 1994-2008                                | Michel Lamarche | RPR    |          |
| 2008-                                    | Annick Amice    | UMP    |          |
| les dades anteriors no són pas conegudes |                 |        |          |
|                                          |                 |        |          |